# Hans Sedlmayr
Hans Sedlmayr, né le 18 janvier 1896 à Hornstein en Autriche-Hongrie et mort le 9 juillet 1984 à Salzbourg, est un historien de l'art autrichien. 

## Biographie
Hans Sedlmayr étudie l'architecture à l'université technique de Vienne et l'histoire de l'art à l'université de Vienne.
Sa thèse de doctorat sous la direction de Julius von Schlosser traite de Johann Bernhard Fischer von Erlach. Plus tard, il se tourne vers le structuralisme et devient successeur d'Alois Riegl, fondateur de l'analyse structurale d’œuvre d'art, ce qui s'exprime dans son œuvre Verlust der Mitte en 1948. L'argumentation de Sedlmayr se penche de manière critique vers un déclin progressif de l'art moderne.
Hans Sedlmayr adhère en 1930 au parti nazi autrichien. En 1942, il devient membre correspondant à l'Académie bavaroise des sciences. En raison de son adhésion au parti nazi, il perd en 1945 sa chaire d'histoire de l'art. En 1951, il obtient à nouveau une nomination à l'université de Munich. Puis en 1965, déjà professeur émérite, il devient professeur à l'université de Salzbourg.
Il épouse la chanteuse Maria von Schmedes.

## Publications (sélection)
- Fischer von Erlach der Ältere, R. Piper, Munich 1925.
- Verlust der Mitte, Otto Müller, Salzbourg/Vienne 1948.
- Die Schauseite der Karlskirche in Wien, Kunstgeschichtliche Studien für Hans Kauffmann, Wolfgang Braunfels (éds.), Berlin, 1956, p. 262–271.